# Lilla Hamnholmen (vid Bylandet, Kyrkslätt)
Lilla Hamnholmen är en ö i Finland. Den ligger i Finska viken och i kommunen Kyrkslätt i den ekonomiska regionen  Helsingfors i landskapet Nyland, i den södra delen av landet. Ön ligger omkring 20 kilometer sydväst om Helsingfors.
Öns area är 1,6 hektar och dess största längd är 200 meter i nord-sydlig riktning.